# Carmen Maria
Carmen Maria Muianga, mais conhecida como Carmen Maria, (Lourenço Marques, 8 de outubro de 1974) é uma premiada artista plástica moçambicana e professora que atua na pintura, gravura, desenho e colagrafia. É co-fundadora do MUVART– Movimento de Arte Contemporânea de Moçambique.
Em sua obra, Carmen Maria trabalha o abstracto, tendo a natureza como um universo fértil para a criatividade. A natureza é a sua fonte de inspiração e é comum encontrarem-se elementos vegetais nas suas obras.

## Percurso
Carmem se formou na Escola de Artes Visuais e  entre 1992 e 1997 concluiu a formação artística na Escola Nacional de Artes Plásticas, em Havana, Cuba. Ainda no país iniciou sua trajetória como professora, tendo lecionado pintura na Escola Lopes Penha, de 1995 a 1996; e gravura, anatomia artística e desenho analítico na Escola de Artes Visuais, de 1997 a 1998. Ela também lecionou na Escola-Galeria Eugénio Lemos e no Centro de Arte John Muafangaio na Namíbia, onde orientou um workshop de colagrafia. Mais recentemente se tornou professora na Escola Nacional de Artes Visuais (ENAV). Carmen representou Moçambique na Expo'98, em Lisboa, e no ano seguinte participou na 4ª Mostra Trienal Internacional de Gravura Kochi no Japão e foi distinguida com o 1º Prémio (em Gravura) na Bienal TDM, com uma Menção Honrosa no MUSART e 2º Prémio (em Pintura) no concurso / exposição Reconstrução.
Sua exposição individual em Maputo em 1999 foi seguida de várias exposições colectivas em lugares como Moçambique, Japão, Namíbia, Itália, Finlândia, Holanda, China e Portugal. E desde então, tem participado nas exposições da colecção crescente da galeria Kulunguana e tem obras em colecções privadas nacionais em Angola como o Museu Nacional de Arte, a colecção TDM e estrangeiras. Além disso, em 2015, Carmem Muianga participou na residência artística RASTOS, de Intercâmbio entre África e Brasil na arte contemporânea.
Carmen Maria é no país a principal divulgadora da técnica da colagrafia e, em 2015 ela estreou sua exposição individual Rapsódia Urbana, na galeria Kulungwana, na estação central dos Caminhos de Ferro de Moçambique (CFM) onde apresenta obras com essa técnica surgida nos  finais dos anos 50, que se baseia no método aditivo na qual a matriz é feita em couro ou papelão, e sobre o qual são colados todo o tipo de materiais e metais, para criar a composição. Nela, o material utilizado como matriz tem características únicas que permite absorsão de cor e impacto na pressão durante o processo de passagem da imagem da matriz para o papel e cada tiragem é única e dificilmente se reproduz outra com as mesmas propriedades plásticas.
Em 2018, ela ilustrou o livro O João, a Donzela e o Monstro das Doze Cabeças, de Benjamim Pedro João, como parte da coleção Contos e Histórias de Moçambique, editada pela Escola Portuguesa de Moçambique.
Ela fez sua terceira exposição individual em 2019, Murmúrios do Baú d´Arte, onde abriu espaço para múltipla interpretação, ao brincar com o quotidiano dos moçambicanos (e não só) e ao falar de sentimentos como o amor, que aqui transcendem a uma comum relação de afecto entre os homens, mas é usufruído pela artista e dedicado à natureza. Nessa mostra, ela faz dos seus quadros aquários, como se ela mesma incorporasse alguns poetas de Moçambique, que em seus versos mostram a sua admiração pelo mar. Neste sentido, as algas e os peixes ganham muita visibilidade, neste trabalho que pretende trazer traços únicos de Carmen Muianga enquanto artista plástica, desenhista e professora de arte. 
Carmen Maria abriu o caminho para outras gerações de artistas no seu país, sendo também é co-fundadora do Movimento de Arte Contemporânea moçambicano MUVART,  que promoveu de 2004 a 2010 uma série de atividades culturais como palestras, expsições coletivas e workshops no país. Inicialmente formado por 11 artistas, o movimento propôs uma série de parcerias com o Museu Nacional de Arte de Moçambique e outras instituições.

## Prêmios e reconhecimentos
Prêmios selecionados:
- 1999: Primeiro Prêmio em Gravura, Bienal TDM das Telecomunicações de Moçambique, Moçambique

- 1999: Menção Honrosa, MUSART (Museu Nacional de Arte), Moçambique

- 1999: Segundo Prêmio em Pintura no concurso Reconstrução,  Moçambique

## Obras
Exibições
- 2019: Murmúrios do Baú d´Arte, Associação Kulungwana, Maputo, Moçambique
- 2015: Rapsódia Urbana, Associação Kulungwana, Maputo, Moçambique
- 2008: Muvart Bienal, Maputo, Moçambique

- 2006: Núcleo de Arte Organization, Maputo, Moçambique

- 2003: Exposição coletiva da organização de professores de artes da Escola Nacional de Artes Visuais, Maputo, Moçambique